# Jurga Šeduikytė
Jurga Šeduikytė, mer känd som bara Jurga, född 10 februari 1980 i Telšiai, är en litauisk sångerska.

## Karriär
Jurga Šeduikytė påbörjade sin solokarriär år 2005 då hon släppte sitt debutalbum Aukso pieva. Albumet producerades av musikern Andrius Mamontovas. År 2007 släppte hon sitt andra album Instrukcija. Vid MTV Europe Music Awards år 2007 tog hon emot priset för "Bästa baltiska artist/band". Hon var därmed den första från Litauen som tog emot ett MTV Award. År 2009 släppte hon sitt tredje album +37° (Goal of Science).
Bland hennes mest kända låtar finns "Nebijok", "5th Season" och "Sandman's Child".

## Diskografi

### Album
- 2005 - Aukso pieva
- 2007 - Instrukcija
- 2009 - +37° (Goal of Science)
- 2010 - Prie žalio vandens